# العلاقات الغرينادية الفانواتية
العلاقات الغرينادية الفانواتية هي العلاقات الثنائية التي تجمع بين غرينادا وفانواتو.

## مقارنة بين البلدين
هذه مقارنة عامة ومرجعية للدولتين:
| وجه المقارنة                                              | غرينادا                                | فانواتو                                  |
| --------------------------------------------------------- | -------------------------------------- | ---------------------------------------- |
| المساحة (كم2)                                             | 348                                    | 12.19 ألف                                |
| عدد السكان (نسمة)                                         | 107.83 ألف                             | 276.24 ألف                               |
| الكثافة السكانية (ن./كم²)                                 | 30.99 ألف                              | 22.66                                    |
| العاصمة                                                   | سانت جورجز                             | بورت فيلا                                |
| اللغة الرسمية                                             | لغة إنجليزية، إنكليزية غرنادة المولدة ‏ | اللغة البسلاما، لغة فرنسية، لغة إنجليزية |
| العملة                                                    | دولار شرق الكاريبي                     | فاتو فانواتي                             |
| الناتج المحلي الإجمالي (بليون دولار)                      | 1.12 مليار                             | 862.88 مليون                             |
| الناتج المحلي الإجمالي (تعادل القوة الشرائية) بليون دولار | 1.45 مليار                             | 790.76 مليون                             |
| الناتج المحلي الإجمالي الاسمي للفرد دولار أمريكي          | 9.21 ألف                               | 2.81 ألف                                 |
| الناتج المحلي الإجمالي للفرد دولار أمريكي                 | 12.43 ألف                              | 3.03 ألف                                 |
| مؤشر التنمية البشرية                                      | 0.750                                  | 0.594                                    |
| رمز المكالمات الدولي                                      | +1473                                  | +678                                     |
| رمز الإنترنت                                              | .gd                                    | .vu                                      |
| المنطقة الزمنية                                           | 00                                     | ت ع م+11:00                              |

## منظمات دولية مشتركة
يشترك البلدان في عضوية مجموعة من المنظمات الدولية، منها:
| علم المنظمة | اسم المنظمة                                 | تاريخ انضمام غرينادا | تاريخ انضمام فانواتو |
| ----------- | ------------------------------------------- | -------------------- | -------------------- |
|             | يونسكو                                      | 17 فبراير 1975       | 10 فبراير 1994       |
|             | مؤسسة التمويل الدولية                       | 28 أغسطس 1975        | 28 سبتمبر 1981       |
|             | منظمة حظر الأسلحة الكيميائية                | ?                    | ?                    |
|             | مؤسسة التنمية الدولية                       | 28 أغسطس 1975        | 28 سبتمبر 1981       |
|             | منظمة التجارة العالمية                      | ?                    | ?                    |
|             | وكالة ضمان الاستثمار متعدد الأطراف          | 12 أبريل 1988        | 27 يوليو 1988        |
|             | الاتحاد البريدي العالمي                     | ?                    | ?                    |
|             | الاتحاد الدولي للاتصالات                    | 17 نوفمبر 1981       | 30 مارس 1988         |
|             | الأمم المتحدة                               | 17 سبتمبر 1974       | 15 سبتمبر 1981       |
|             | البنك الدولي للإنشاء والتعمير               | 27 أغسطس 1975        | 28 سبتمبر 1981       |
|             | مجموعة دول أفريقيا والكاريبي والمحيط الهادئ | ?                    | ?                    |
|             | تحالف الدول الجزرية الصغيرة                 | ?                    | ?                    |
|             | دول الكومنولث                               | ?                    | ?                    |